# Daniela Veronesi
Daniela Veronesi (Parma, 13 de juny de 1972) va ser una ciclista de San Marino, professional del 1999 al 2004.

## Palmarès
- 1999
  - Vencedora d'una etapa al Giro d'Itàlia
- 2000
  - Vencedora d'una etapa al Gran Bucle
  - Vencedora d'una etapa a la Volta a Mallorca
- 2001
  - Vencedora d'una etapa al Giro d'Itàlia